# Гусятинська селищна рада
Гуся́тинська се́лищна ра́да — орган місцевого самоврядування в Тернопільська обл, Чортківський р-н, смт Гусятин.

## Склад ради
Рада складається з 26 депутатів та голови.
- Голова ради: Карпо Степан Олексійович
- Секретар ради: Лисак Ігор Михайлович

### Керівний склад попередніх скликань
| Прізвище, ім'я, по батькові  | Основні відомості                                                         | Дата обрання | Дата звільнення |
| ---------------------------- | ------------------------------------------------------------------------- | ------------ | --------------- |
| Скоб'як Олександр Васильович | Селищний голова, 1953 року народження, член Соціалістичної партії України | 26.03.2006   | 29.01.2009      |
| Савчук Михайло Дмитрович     | Селищний голова, 1964 року народження, член Народного Руху України        | 02.08.2009   | 31.10.2010      |
| Савчук Михайло Дмитрович     | Селищний голова, 1964 року народження, член Народного Руху України        | 31.10.2010   | 25.10.2015      |
| Левицький Михайло Михайлович | Селищний голова, 1965 року народження, член Партії ВО "Свобода"           | 03.12.2015   | 18.02.2019      |

Примітка: таблиця складена за даними сайту Верховної Ради України

### Депутати
За результатами місцевих виборів 2010 року депутатами ради стали:

#### За суб'єктами висування
| Суб'єкт висування            | Кількість обраних депутатів | %    |
| ---------------------------- | --------------------------- | ---- |
| Самовисування                | 28                          | 93,3 |
| Партія регіонів              | 1                           | 3,3  |
| Соціалістична партія України | 1                           | 3,3  |

За результатами місцевих виборів 2020 року депутатами ради стали:
| Суб'єкт висування                  | Кількість обраних депутатів | %     |
| ---------------------------------- | --------------------------- | ----- |
| Українська Галицька партія         | 2                           | 7,69  |
| Партія "Довіра"                    | 8                           | 30,77 |
| Партія "Батьківщина"               | 2                           | 7,69  |
| Партія "Слуга народу"              | 4                           | 15,38 |
| Всеукраїнське об'єднання "Свобода" | 3                           | 11,54 |
| Партія "Європейська Солідарність"  | 4                           | 15,38 |
| Партія "За майбутнє"               | 3                           | 11,54 |